# Sionismo revisionista

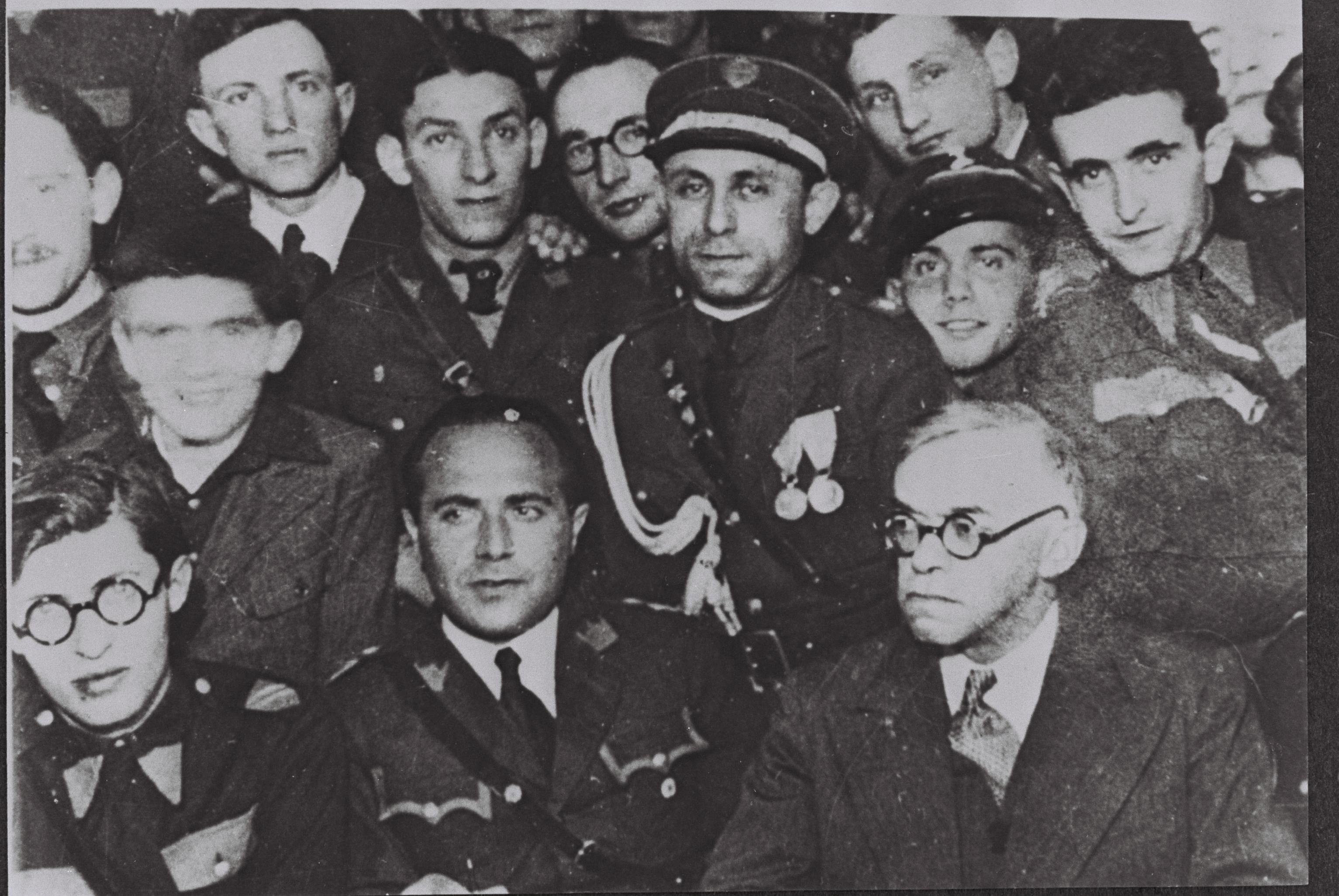
Zeev Jabotinsky (abajo a la derecha) en una reunión con líderes revisionistas y miembros de Betar en Varsovia, entre ellos Menájem Beguín (abajo a la izquierda).

El sionismo revisionista es el nombre que recibe el ala derecha tradicional del sionismo fundada por Zeev Vladimir Jabotinsky que se orientó históricamente hacia el mayor grado del nacionalismo judío. Entre sus máximos exponentes se encuentra, además del propio Jabotinsky, el ex primer ministro de Israel, Menájem Beguín.
Es una forma de sionismo caracterizada por el maximalismo territorial, ya que promovía el expansionismo y el establecimiento de una mayoría judía a ambos lados del río Jordán.El sionismo revisionista ha influido notoriamente en los modernos partidos israelíes de derechas, principalmente Herut y su sucesor Likud.

## Origen
Este movimiento surgió a raíz de una escisión en la Organización Sionista Mundial cuando los sionistas más activos se separaron de los órganos oficiales del sionismo, durante la década de 1920, para formar una organización propia que reinterprete los verdaderos principios de Theodor Herzl, ya que (según los revisionistas) las instituciones oficiales del sionismo (dirigidas en ese momento por Chaim Weizmann) no tomaban medidas suficientes para la inmediata creación del Estado judío en Palestina (en parte por su política negociadora con el Imperio Británico); por eso el sionismo revisionista tuvo la idea de desarrollar grupos activos que tomaran por sus propios medios el objetivo de crear el Estado judío en la Tierra de Israel. A diferencia del sionismo socialista, los revisionistas no consideraban correcto mezclar al sionismo con otras ideologías, sino concentrar sus esfuerzos únicamente en luchar por la independencia hebrea sin participar en la política internacional. Para esos propósitos, Jabotinsky creó distintas organizaciones: una rama juvenil-educativa en 1923 (Betar), una rama política en 1925 (Unión Mundial de Sionistas Revisionistas) y una rama paramilitar en 1931 (Irgún).

## Ideología

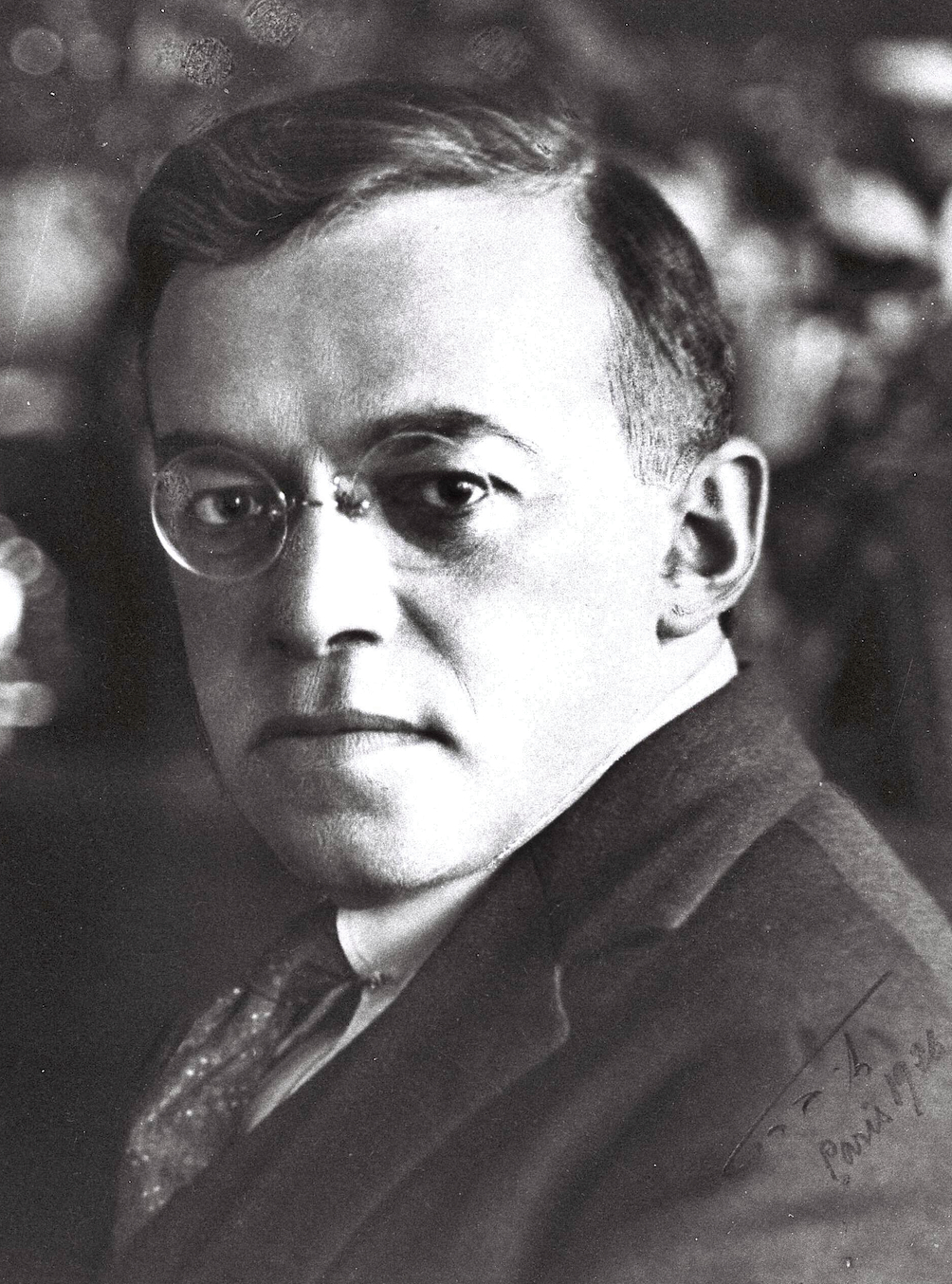
Zeev Jabotinsky, líder, fundador e ideólogo del movimiento revisionista.

El sionismo revisionista tiene ese nombre porque su objetivo era hacer una "revisión" del sionismo político de Theodor Herzl. El sionismo es la idea de crear un estado judío soberano en Eretz Israel, cuya capital fuera ubicada en la ciudad de Jerusalén. La idea del establishment sionista era llegar a esto mediante la aliá y la negociación. 
El sionismo revisionista (fundado por Jabotinsky) sostiene estos ideales una posición nacionalista. Para Jabotinsky la negociación con los británicos para establecer un estado judío en el Mandato británico de Palestina no era suficiente ya que luego de la declaración Balfour, no se hicieron mayores avances, y las relaciones entre sionistas y británicos fueron en decremento luego de que los últimos limitaran la inmigración judía en Palestina con el Libro Blanco (White Papers en Inglés). Esto junto al trato desigual de los gobernantes británicos de los judíos frente a los árabes fueron las justificaciones de los revisionistas para tomar más acción con el fin de crear el estado judío. Para los revisionistas las negociaciones no eran suficientes y se debía echar a los británicos de Eretz Israel a la fuerza. También los revisionistas sostenían que judíos no solo debían defenderse de los ataques árabes, sino que también debían de contraatacarlos. Esta filosofía es la que diferencian al Irgún y Leji (grupos paramilitares revisionistas) de la Haganá (milicia de defensa judía). Los revisionistas también incentivaban la aliá y el activismo social.

El principal objetivo político del revisionismo era establecer un estado judío con una mayoría judía en ambos lados del río Jordán. El restablecimiento del Estado judío fue siempre un objetivo importante para el revisionismo ideológico, pero no se iba a ganar al costo de partir Eretz Israel. Zeev Jabotinsky y sus seguidores, por lo tanto, rechazaron sistemáticamente las propuestas de partición de Palestina en un Estado árabe y un Estado judío. Menájem Beguín, el sucesor de Jabotinsky, por lo tanto, se opuso al Plan de Partición de la ONU de 1947. Los revisionistas consideran que la partición de Palestina posterior a los acuerdos de armisticio de 1949 carecen de legitimidad.

El Mandato Británico de Palestina incluye el territorio actual de Israel, Cisjordania, Gaza y Jordania. La región al oeste de río Jordán se administraba por separado como Palestina. Los sionistas revisionistas han reclamado todo el mandato de Palestina y no sólo la porción occidental, como parte del estado judío. En consecuencia, durante muchos años después del establecimiento de Israel, este movimiento no reconocía la existencia de Jordania. Sin embargo, para la década de 1970, la legitimidad de Jordania ya no estaba en duda.

### Shtei Guedot
Shtei Guedot La-Yarden (a ambos márgenes del Jordán) fue una parte importante de la ideología revisionista. Es la idea de que Israel debe comprender 
los territorios del antiguo Mandato Británico de Palestina, que hoy comprenden Israel, Jordania y los territorios palestinos. Esto lo sustentan con que según la declaración Balfour, Israel tiene derecho a todos los antiguos territorios del mandato británico. Actualmente gran parte del movimiento revisionista ya no postula esta idea, aun así sigue siendo utilizada como símbolo del revisionismo.

### Muralla de Hierro
La postura del revisionismo frente al conflicto árabe-israelí se resume en el artículo de Jabotinsky "La Muralla de Hierro" escrito en 1923 y revisado en 1937. En 1933 Jabotinsky escribió "La Ética de la Muralla de Hierro" en respuesta a críticas que calificaban de inmoral a su anterior artículo. Estos artículos exponen cual debería ser la política israelí sobre el conflicto según Jabotinsky. Cabe recalcar que fueron escritos previo al establecimiento del estado judío. En la Muralla de Hierro Jabotinsky afirma no tener nada en contra de los árabes, dice que la relación con los árabes debe ser "indiferencia gentil", es decir que no debe ser distinto el trato hacia los árabes que hacia cualquier otro pueblo, pero si los árabes atacan a los judíos, Israel debe responder ferozmente a los árabes que hayan atacado.

## Organizaciones revisionistas

### Betar
Articulo principal: Betar
Betar (hebreo, בֵּיתַ"ר) es un movimiento juvenil sionista (tnua) fundada por Zeev Jabotinsky en Riga, Letonia en 1923. Su objetivo es educar a jóvenes judíos de 3 a 21 años sobre Israel, el sionismo, el judaísmo y los principios y valores revisionistas del propio Betar. En sus principios se enfocaba en la preparación militar de sus miembros, pero hoy en día se encarga de educar lúdicamente a los jóvenes utilizando el método de educación no formal. Actualmente tiene sedes en distintas partes del mundo, por ejemplo Australia, Brasil, Italia, Uruguay y por supuesto Israel.

### Unión Mundial de Sionistas Revisionistas
La Unión Mundial de Sionistas Revisionistas fue una organización política fundada en 1925 en París por Jabotinsky.

### Nueva Organización Sionista
Articulo principal: Nueva Organización Sionista
La Nueva Organización Sionista fue creada por Jabotinsky en 1931 con el objetivo de oponerse a la Organización Sionista Mundial controlada en ese entonces por el establishment sionista opuesto a Jabotinsky. La organización no tuvo mucho éxito y se disolvió en 1946 cuando sus miembros volvieron a integrarse a la OSM.

### Irgún
Articulo principal: Irgún

Emblema del Irgún.

El Irgún Tzvai Leumi (Organización Militar Nacional), también conocido como Etzel, fue un grupo paramilitar judío de ideología sionista revisionista que opero clandestinamente en el Mandato Británico de Palestina de 1931 a 1948, cuando fue integrado a las FDI. Su objetivo era proteger los asentamientos judíos en Palestina de los ataques árabes, pero a diferencia de la Haganá, no se limitó solamente a defender sino también a contraatacar. Su objetivo principal era echar a los británicos de Palestina a la fuerza para fundar el Estado de Israel. Debido a sus ataques a militares y políticos británicos, fue catalogado por el Reino Unido como organización terrorista.

### ZZW
Articulo principal: Unión Militar Judía
El ZZW (siglas en polaco de Unión Militar Judía) fue un grupo paramilitar judío que se opuso a los nazis en el levantamiento del Gueto de Varsovia durante la Segunda Guerra Mundial. Estaba compuesta principalmente por células del Irgún y miembros de Betar, entre ellos su comandante; Pavel Frenkel. Casi todos sus miembros cayeron en combate.

### Lejí
Articulo principal: Lejí
El Lejí fue otro grupo militar clandestino que opero en el Mandato Británico de Palestina. Esta era el ala más radical del Irgún que se separó en 1940 cuando los líderes del Irgún declararon un alto al fuego incondicional con los británicos debido a que ambos tenían un enemigo en común: Alemania. Los miembros del Lejí no estaban de acuerdo con esto y se separaron para seguir la lucha con los británicos. El Lejí también fue catalogado como organización terrorista.

### Herut
Articulo principal: Herut

Bandera del partido político israelí Likud.

El Herut fue un partido político de derecha fundado por el ex-comandante del Irgún Menájem Beguín. Este sostenía las ideas sionistas revisionistas de Jabotinsky. Le hizo frente al establishment sionista de izquierda de Ha-Avodá (Partido Laborista Israelí). En 1973 se unió a otros partidos de ideología similar para formar la coalición Likud.

### Likud
Articulo principal: Likud
El Likud fue una alianza política de derecha formada por Menájem Beguín en 1973. Llegó al poder por primera vez tras las elecciones de 1977 en las cuales Beguín se consagró como primer ministro. En 1988 el partido se unificó completamente. Hoy en día es el partido político más grande de Israel, su líder es el primer ministro Benjamín Netanyahu.